# Agiofarango (Schlucht)

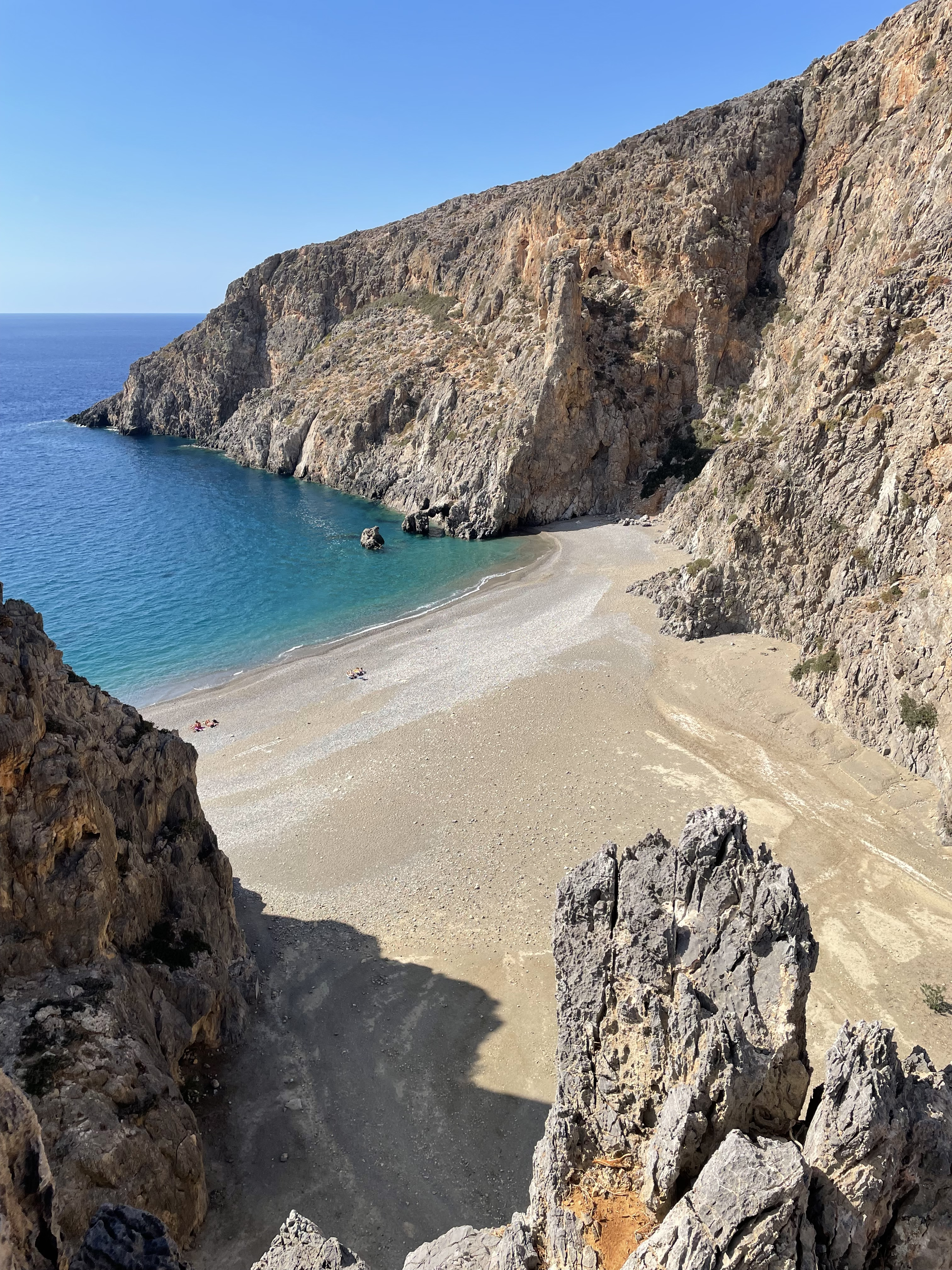
Mündung der Agiofarango-Schlucht ins Libysche Meer

Agiofarango (griechisch Αγιοφάραγγο (n. sg.)) ist eine Schlucht auf der griechischen Insel Kreta in den westlichen Ausläufern des Asterousia-Gebirges. Das Mittelgebirge ist als UNESCO Site ausgewiesen. Mit einer Länge von 1,5 km gehört Agiofarango zu den kleineren Schluchten Kretas. Wegen der leichten Begehbarkeit ist sie ein beliebtes Ziel von Wanderern, senkrecht aufragende Felswände machen sie auch für Kletterer interessant.

## Name und Geschichte

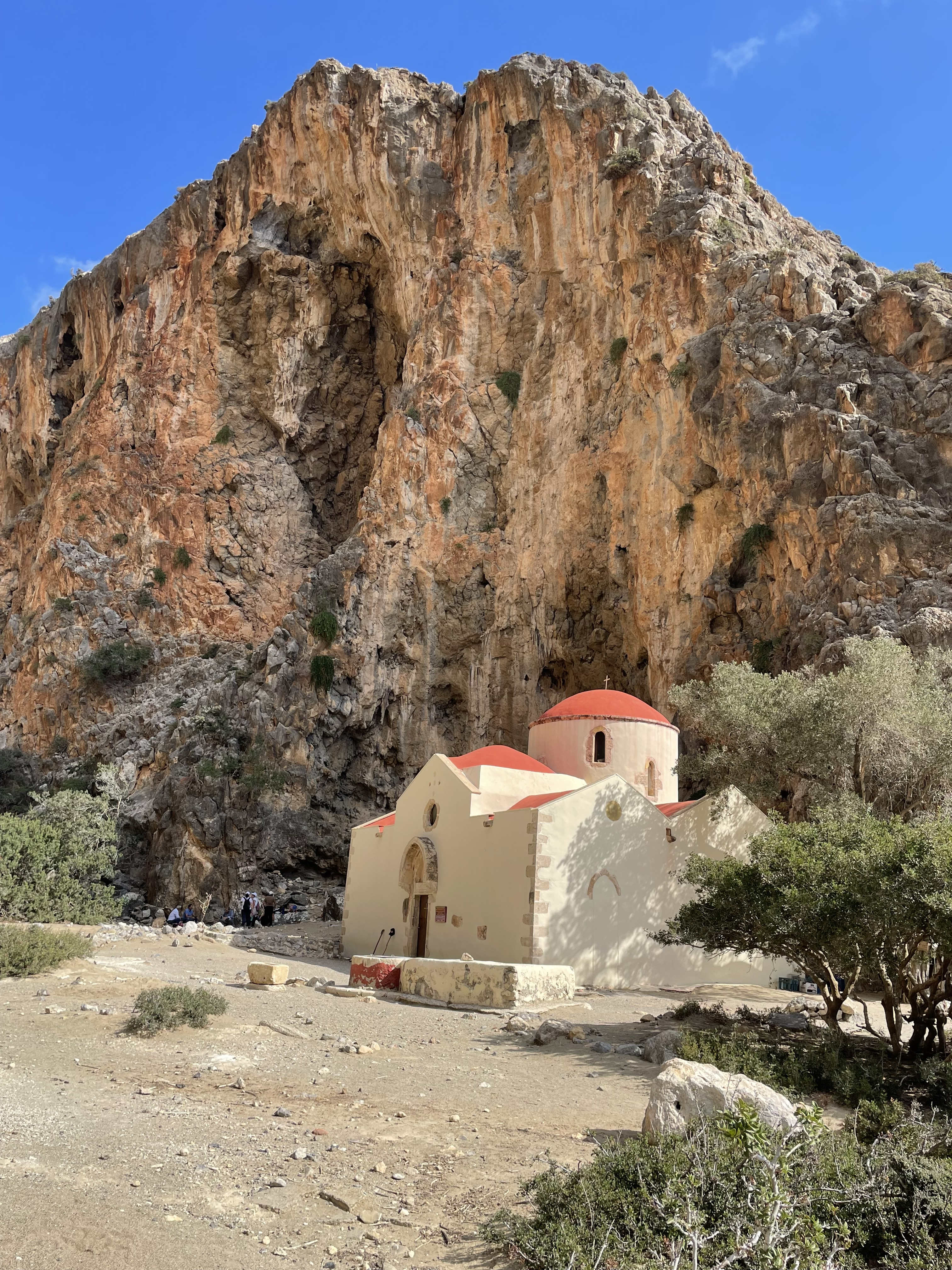
Die Kreuzkuppelkirche Agios Antonios

Der Name Agiofarango (deutsch Schlucht der Heiligen) geht auf frühchristliche Einsiedler zurück, die in den natürlichen Höhlen der Schlucht bis zum Ende des 19. Jahrhunderts lebten. Mittelpunkt der asketischen Gemeinde war die am Rand des Schluchtbettes gelegene Kreuzkuppelkirche Agios Antonios. Sie ging aus einer bis ins 14. Jahrhundert zurückreichenden Höhlenkapelle hervor. Ursprünglich war die Kirche gänzlich mit Fresken ausgemalt, aufgrund von Witterungseinflüssen sind diese heute kaum noch erkenntlich.

## Lage und Zugang
Die Schlucht liegt im Regionalbezirk Iraklio im Gebiet der Gemeinde Festos. Man erreicht sie über eine Staubstraße, die von Moni Odigitrias nach Kali Limenes an der Südküste Kretas führt. Nächstgelegene Orte sind Matala (18 km) und Mires (19 km). Mit einem normalen Kleinwagen parkt man am Abzweig zur Schlucht, geländegängige Fahrzeuge können bis zu einem unterhalb der Staubstraße gelegenen Wanderparkplatz kurz vor dem Schluchteingang fahren. Mit öffentlichen Verkehrsmitteln ist die Schlucht nicht erreichbar.

## Schluchtverlauf
Vom oberen Parkplatz an der Staubstraße beträgt die Wanderzeit durch die Schlucht bis zur Einmündung ins Libysche Meer eine gute Stunde. Kurz nach der auf der linken Schluchtseite an den Fuß einer etwa 40 Meter hohen Felswand gebauten Kirche Agios Antonios kommt man an der in die Wand eingelassenen Höhle Goumenospilio vorbei. Deren geräumige Hauptkammer diente früher den Asketen als Versammlungsort.

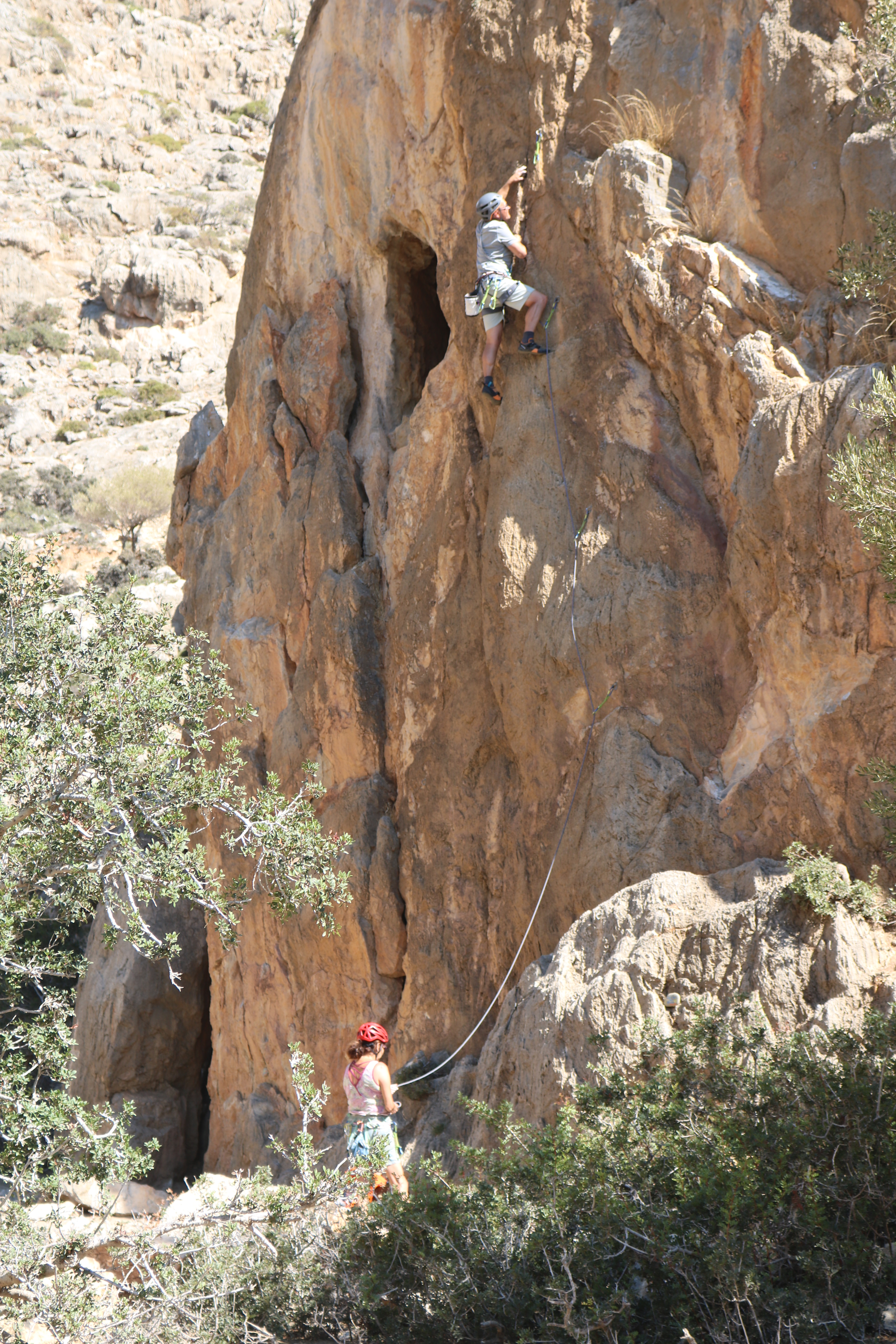
Kletterer in Agiofarango

Der Kieselstrand (Παραλία Αγιοφάραγγου Paralía Agiofárangou) an der Einmündung der Schlucht ins Libysche Meer ist im Sommerhalbjahr ein viel frequentierter FKK-Strand. Für Kletterer gibt es in der Schlucht und an deren Ausgang etliche Routen für alle Schwierigkeitsgrade.

## Flora
Auffälligster Strauch in der Schlucht ist der Oleander (Nerum oleander), der wie auch in anderen kretischen Schluchten große Kolonien bildet. Hauptblütezeit ist von Mai bis August.

## Sehenswertes in der Nähe
An der Zufahrtsstraße zur Schlucht liegt das Kloster Odigitrias, das über eine Ikonensammlung aus dem 15. Jahrhundert verfügt. Der wehrhafte Klosterbau steht Besuchern täglich offen.